# Campionati panamericani di scherma 2018
I Campionati panamericani di scherma 2018 sono stati la 13ª edizione della manifestazione continentale organizzata dalla Pan American Fencing Union. Si sono svolti dal 15 al 20 giugno 2018 a L'Avana, a Cuba.

## Medagliere
| Posiz. | Nazione     | Oro | Argento | Bronzo | Totale |
| ------ | ----------- | --- | ------- | ------ | ------ |
| 1      | Stati Uniti | 11  | 1       | 9      | 21     |
| 2      | Argentina   | 1   | 1       | 3      | 5      |
| 3      | Canada      | 0   | 6       | 2      | 8      |
| 4      | Venezuela   | 0   | 2       | 1      | 3      |
| 5      | Brasile     | 0   | 1       | 1      | 2      |
| 6      | Messico     | 0   | 1       | 0      | 1      |
| 7      | Cuba        | 0   | 0       | 2      | 2      |
| Totale | Totale      | 12  | 12      | 18     | 42     |

## Risultati

### Maschili
| Specialità  | Oro                          | Argento                | Bronzo                              |
| Individuali |                              |                        |                                     |
| Fioretto    | Race Imboden                 | Maximilien van Haaster | Alexander Massialas Gerek Meinhardt |
| Spada       | Jesús Andrés Lugones Ruggeri | Ruben Limardo Gascon   | Curtis McDowald Jacob Hoyle         |
| Sciabola    | Eli Dershwitz                | Shaul Gordon           | Andrew Mackiewicz Daryl Homer       |
| A squadre   |                              |                        |                                     |
| Fioretto    | Stati Uniti                  | Brasile                | Canada                              |
| Spada       | Stati Uniti                  | Venezuela              | Argentina                           |
| Sciabola    | Stati Uniti                  | Canada                 | Argentina                           |

### Femminili
| Specialità  | Oro             | Argento             | Bronzo                                      |
| Individuali |                 |                     |                                             |
| Fioretto    | Lee Kiefer      | Kelleigh Ryan       | Nicole Ross Nzingha Prescod                 |
| Spada       | Kelley Hurley   | Isabel Di Tella     | Guo Zi-Shan Yamirka Rodríguez               |
| Sciabola    | Dagmara Wozniak | Ann-Elizabeth Stone | Chloe Fox-Gitomer María Belén Pérez Maurice |
| A squadre   |                 |                     |                                             |
| Fioretto    | Stati Uniti     | Canada              | Brasile                                     |
| Spada       | Stati Uniti     | Canada              | Cuba                                        |
| Sciabola    | Stati Uniti     | Messico             | Venezuela                                   |